# リショアリング
リショアリング（英：reshoring）とは、母国における既存の事業拠点から他国に移していたモノを、再び国内に再移転する経済行為を指す。
別名は（海外進出企業の）国内回帰。

## 概要
日本では1980年代後半に締結されたプラザ合意や1990年代中頃の円高、世界化（グローバル化）などにより、人件費の安い中国や東南アジアに工場を海外へ移転した。これにより、日本は産業の空洞化が問題となった。しかし、その後中国、東南アジアなど発展途上国の人件費が上昇したため、移転した工場を日本国内に戻している。
韓国の教授によるとかつては、生産コストを低くすることが重要とされたが、2022年から数年前から「どこで生産するのが（母国の）経済安全保障と国益につながるかがより重要な判断基準になった」と指摘した。
これらは国内回帰現象と呼ばれ、2003年頃や2010年代中頃以降に報道されるようになった現象である。メーカーが海外移転した工場を国内に回帰させるという現象を指す経営学の用語である。今日的には海外に振り向けられる一方であった投資が国内に回帰する場合も含まれて議論されている。

主要先進国は2008年の金融危機後から企業支援を通じ、自国製優先政策・リショアリングへ成果を出している。アメリカ合衆国はオバマ政権が当時の最高法人税率を38％から28％に引き下げ、Uターン企業の工場移転費用の20％を負担するようになった。トランプ政権では法人税率を21％台にさらに下げ、OEM（相手先ブランドによる生産）を本国回帰させた部分もリショアリングであると認定することとした。バイデン政権では自国への投資と生産に対して税額控除の恩恵を与えるインフレ抑制法やCHIPS法などを制定している。
日本では、アベノミクス推進・30％水準の法人税率を23％へ引き下げ、特定国依存が激しい製品・素材には生産拠点をリショアリングすれば移転費用の最大３分の２まで支援する政策をとっている。そして、中央日報によると、韓国と違って、大都市に戻る企業にも税制優遇と研究開発費を支援している。2022年の日本には毎年500社ほどリショアリングしている。
2020年頃の先進国におけるリショアリングの流行時にも韓国製造企業の92%は、生産拠点の韓国国内回帰にはメリットがないと判断している調査結果が出ている。背景には、高い税金、過度な規制、硬直した労働環境、労働組合が強硬なことなどが韓国へのＵターンを妨げる主要因に選ばれることなど、韓国国内の高い生産コストにある。2017年から2022年上半期まで海外に設立した韓国企業新規法人数は、同期間のUターン企業の181倍の1万7044社に達する。韓国では製造業を中心とした脱韓国が長期化しており、雇用縮小・家計所得停滞・消費減少に波及している。全国経済人連合会の分析によると、2015-19年の韓国製造業の国内雇用は18１万人減少した一方で海外雇用は42万6000人増加している。